# Roy Emerton
Roy Emerton (9 de octubre de 1892 – 30 de noviembre de 1944) fue un actor teatral y cinematográfico de nacionalidad británica.
Nacido en Burford, Inglaterra, su nombre completo era Hugh Fitzroy Emerton. Antes de dedicarse a la actuación trabajó como marinero, fogonero, estibador, ferroviario y minero, y sirvió en la Primera Guerra Mundial. Participó en numerosos shows representados con éxito en el circuito teatral de Londres, entre ellos obras de Shakespeare, además de trabajar como intérprete cinematográfico.
Roy Emerton falleció en 1944 en Londres. Había estado casado con la actriz Catherine Lacey.

## Selección de su filmografía
- Shadows (1931)
- The Sign of Four (1932)
- That Night in London (1932)
- The Lash (1934)
- Java Head (1934)
- Lorna Doone (1934)
- It Happened in Paris (1935)
- The Triumph of Sherlock Holmes (1935)
- Tudor Rose (1936)
- Pot Luck (1936)
- Everything Is Thunder (1936)
- The Gang Show (1937)
- I, Claudius (1937)
- Doctor Syn (1937)
- The Great Barrier (1937)
- Big Fella (1937)
- The Last Adventurers (1937)
- The Drum (1938)
- Convict 99 (1938)
- Everything Happens to Me (1938)
- Q Planes (1939)
- Home from Home (1939)
- The Good Old Days (1940)
- Busman's Honeymoon (1940)
- The Case of the Frightened Lady (1940)
- The Thief of Bagdad (1940)
- Old Mother Riley's Circus (1941)
- The Young Mr. Pitt (1942)
- The Man in Grey (1943)
- The Adventures of Tartu (1943)
- Time Flies (1944)
- Welcome, Mr. Washington (1944)
- Love Story (1944)
- Enrique V (1944)